# اردیبهشت ۱۳۸۶
1. یوتی‌سی کنونی   ۰۷:۳۰

## جمعه: ‎۲۸ اردیبهشت۱۳۸۶(۱۸ مه۲۰۰۷)
- انفجار در مسجدی در هند

بر اثر انفجار بمبی در مسجد مکه حیدرآباد ۱۲ نفر کشته و دستکم ۵۰ تن مجروح شدند. 

## پنج‌شنبه: ‎۲۷ اردیبهشت۱۳۸۶(۱۷ مه۲۰۰۷)
- البرادعی: تحریم و زور علیه ایران کارساز نیست

محمد البرادعی مدیرکل آژانس بین‌المللی انرژی اتمی تأکید کرد: اعمال زور و تحریم علیه ایران برای توقف برنامه هسته‌ای کارساز نیست و باید این مسئله را از طریق گفت‌وگو حل کرد. ایرنا
- گفت و گو بین ایران و آمریکا

منوچهر متکی، وزیر امور خارجه جمهوری اسلامی ایران روز پنج‌شنبه در اسلام‌آباد گفت: گفت و گو بین سفرای ایران و آمریکا در مورد امنیت عراق در روز ۲۸ مه (۷ خرداد) در عراق برگزار خواهد شد . ایرنا
- استعفای رئیس بانک جهانی

پل ولفویتز، بعد از هفته‌ها فشار، مجبور به استعفا شد.  بایگانی‌شده  در ۱۹ مه ۲۰۰۷ توسط Wayback Machine

## دوشنبه: ‎۲۴ اردیبهشت۱۳۸۶(۱۴ مه۲۰۰۷)
- انتشاردوباره روزنامه شرق

روزنامه شرق که هشت ماه پیش از سوی هیأت نظارت بر مطبوعات توقیف شده بود، انتشار مجدد خود را از روز دوشنبه ۲۴ اردیبهشت از سرگرفت. بی‌بی‌سی
- بازداشت مدیرعامل پرشین بلاگ

مهدی بوترابی مدیرعامل پرشین بلاگ، به حکم دادستانی تهران، دستگیر شد. پرشین بلاگ اولین شرکت سرویس‌دهنده به وبلاگهای فارسی است که در سال ۱۳۸۱ توسط ۳ دانشجو تأسیس و خدمات آن با استقبال وسیع ایرانیان روبرو شد. هم‌اکنون بیش از ۲۷۰ هزار وبلاگ فارسی از سرویسهای رایگان پرشین بلاگ استفاده می‌کنند. سه مؤسس این شرکت در سال ۱۳۸۳ به تدریج از این شرکت خارج شدند و از آن زمان مهدی بوترابی، با داشتن بیشترین سهام این شرکت، ریاست آن را عهده‌دار شد.دویچه وله

## یک‌شنبه: ‎۱۶ اردیبهشت۱۳۸۶(۶ مه۲۰۰۷)
- سارکوزی ششمین رییس‌جمهور فرانسه

نیکلا سارکوزی با کسب ۵۳٪ آرا در دور دوم انتخابات ریاست جمهوری فرانسه، به عنوان ششمین رییس‌جمهور جمهوری پنجم فرانسه شناخته شد.  بایگانی‌شده  در ۲۷ سپتامبر ۲۰۰۷ توسط Wayback Machine

## شنبه: ‎۱۵ اردیبهشت۱۳۸۶(۵ مه۲۰۰۷)
- سقوط هواپیمای مسافربری در کامرون

یک هواپیمای بویینگ ۷۳۷ شرکت «کنیا ایرویز» با بیش از ۱۰۰ سرنشین در جنوب کامرون سقوط کرد.  بایگانی‌شده  در ۱۳ مه ۲۰۰۷ توسط Wayback Machine

## دوشنبه: ‎۱۰ اردیبهشت۱۳۸۶(۳۰ آوریل۲۰۰۷)
- افتتاح نمایشگاه بین‌المللی کتاب تهران

بیستمین نمایشگاه بین‌المللی کتاب تهران با حضور محمود احمدی‌نژاد رییس‌جمهور جمهوری اسلامی ایران در محل مصلی تهران افتتاح شد.  بایگانی‌شده  در ۲۷ سپتامبر ۲۰۰۷ توسط Wayback Machine

## چهارشنبه: ‎۵ اردیبهشت۱۳۸۶(۲۵ آوریل۲۰۰۷)
- خودداری بایرو از حمایت رویال و سارکوزی

فرانسوا بایرو، نفر سوم دور اول انتخابات ریاست جمهوری فرانسه، اعلام کرد که از هیچ‌کدام از نامزدهای چپ و راست دور دوم انتخابات حمایت نمی‌کند.  بایگانی‌شده  در ۳۰ آوریل ۲۰۰۷ توسط Wayback Machine

## دوشنبه: ‎۳ اردیبهشت۱۳۸۶(۲۳ آوریل۲۰۰۷)
- درگذشت بوریس یلتسین

بوریس یلتسین، رئیس‌جمهور پیشین روسیه درگذشت. بی‌بی‌سی

## یک‌شنبه: ‎۲ اردیبهشت۱۳۸۶(۲۲ آوریل۲۰۰۷)
- انتخابات در فرانسه

در پی برگزاری دور اول انتخابات ریاست جمهوری در فرانسه، نیکولا سارکوزی و سگولن رویال به دور دوم راه یافتند. بی‌بی‌سی
- شمار مقالات ویکی‌پدیای فارسی از مرز ۲۰هزار نوشتار گذشت. خبرگزاری فارس بایگانی‌شده  در ۲۷ سپتامبر ۲۰۰۷ توسط Wayback Machine